# Zoltán Kovács (Volleyballspieler)
Zoltán Kovács (* 23. August 1986 in Debrecen) ist ein ungarischer Volleyballspieler.

## Karriere
Kovács begann seine Karriere 2006 bei Kometa Kaposvár. 2010 wechselte der Mittelblocker zum slowenischen Verein Salonit Anhovo Kanal. In der folgenden Saison war der ungarische Nationalspieler in der griechischen Liga bei GC Lamia aktiv. 2012 kehrte er zurück nach Kaposvár. In der Saison 2013/14 spielte Kovács beim deutschen Bundesligisten TV Bühl und wechselte anschließend in seine ungarische Heimat nach Kecskemét.